# 마이 리틀 에어포트
마이 리틀 에어포트(My Little Airport)는 홍콩에 기반을 둔 인디 팝 밴드이다. 이들은 노골적인 정치적 가사와 독특한 현지적 풍미를 지닌 노래로 구별되며, 그 중 다수는 홍콩식 영어의 독특한 철자법, 문법 및 리듬에 영향을 받은 영어 가사를 특징으로 한다. 밴드는 창립 이래 지역 정치 운동에 적극적으로 참여해 왔으며, 특히 2014년 우산 운동에 참여했으며, 같은 해 홍콩 시위를 지지했다는 이유로 2019년 중국 본토에서 금지되었다. 그럼에도 불구하고 마이 리틀 에어포트는 본토에서 계속해서 인기를 얻고 있으며 홍콩에서 가장 유명한 인디 밴드 중 하나이다.
밴드의 가사와 음악은 Ah P(Lam Pang)가 작사하고 Nicole(Nicole Au Kin-ying)이 노래를 맡았다. 듀오는 때때로 친구(예를 들어 프랑스어를 구사하는 Ah Suet)와 친척(Nicole의 여동생)을 초대하여 앨범과 쇼에 참여한다.